# Callisto Piazza
Callisto Piazza (Lodi, en Lombardie, 1500 - 1561) est un peintre italien, de la Renaissance, le plus exposé de la famille d'artistes italiens des Piazza, peintres du Cinquecento.

## Biographie
Callisto Piazza apprend dans les traces de son père, travaille à Brescia en 1523 avec il Romanino, avec qui il collabore à la réalisation de nombreux tableaux. 
En 1538, résidant à Crema, il se marie avec la noble Francesca Confalonieri, qui lui donne son premier fils.
Ensuite à Milan, il peint une fresque dans la salle du Castello Sforzesco de Milan, puis à Novare à la Abbazia de Chiaravalle et en Lombardie.
Il revient à Lodi en 1551 où il meurt 10 ans plus tard.

## Œuvres
- Decollazione del Battista (Décapitation de Saint Jean Baptiste)  Galeries de l'Académie de Venise [1]
- Annonciation (avec Il Romanino)
- Déposition de Croix, église paroissiale, Esine
- Vierge à l'Enfant avec des saints, oratorio di Sant'Antonio, Borno
- Assomption, Vie de saint Georges et La Décollation de saint Jean-Baptiste, Santa Maria del Restello, Erbanno
- Nativité, Santissima Trinità, Crema
- Les Noces de Cana, salle Magna de l'Université catholique de Milan
- Conversation sacrée avec sainte Catherine, saint Jérôme et le donateur, Egidio Bossi (1542), église Santa Maria à Azzate
- La Crèche de saint Clément, pinacothèque Tosio Martinengo, Brescia
- Sainte Catherine, musée du Palazzo Venezia, Rome
- Concert, Johnson Gallery Philadelphie[2]

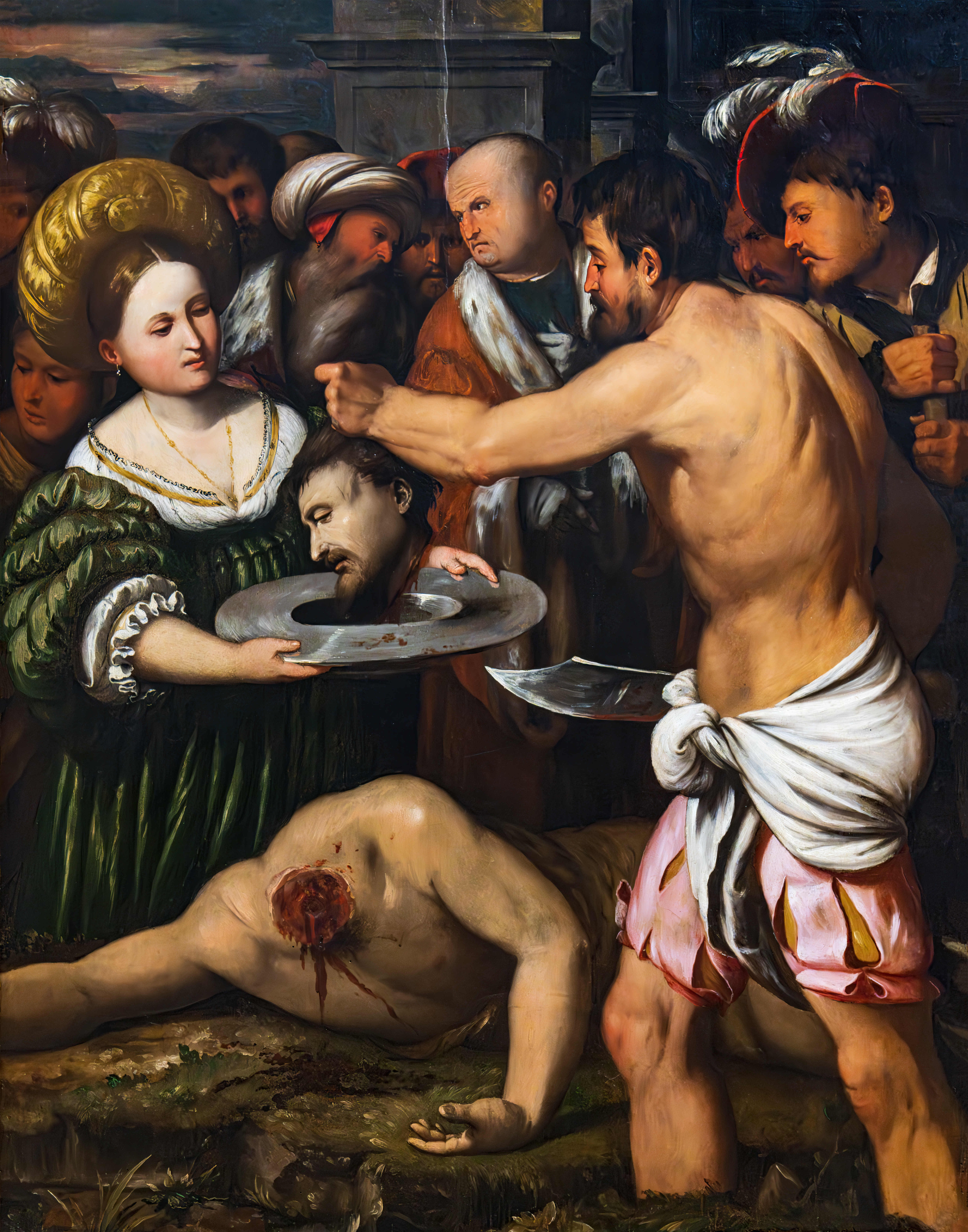
Décollation de saint Jean-Baptiste,  Galeries de l'Académie de Venise
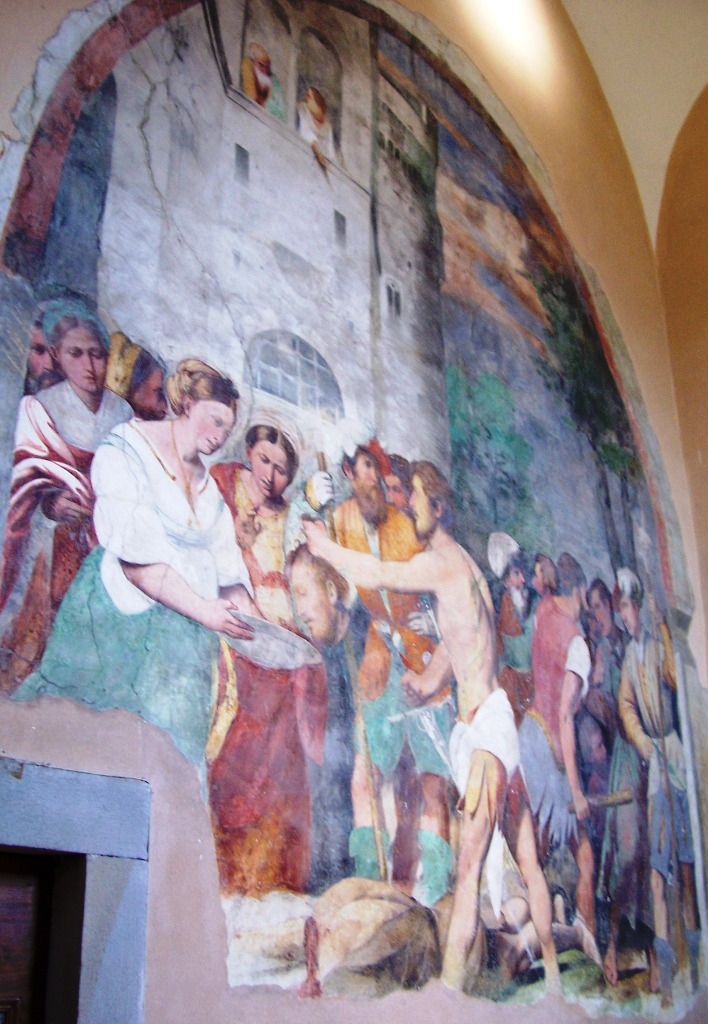
Décollation de saint Jean-Baptiste, Erbanno
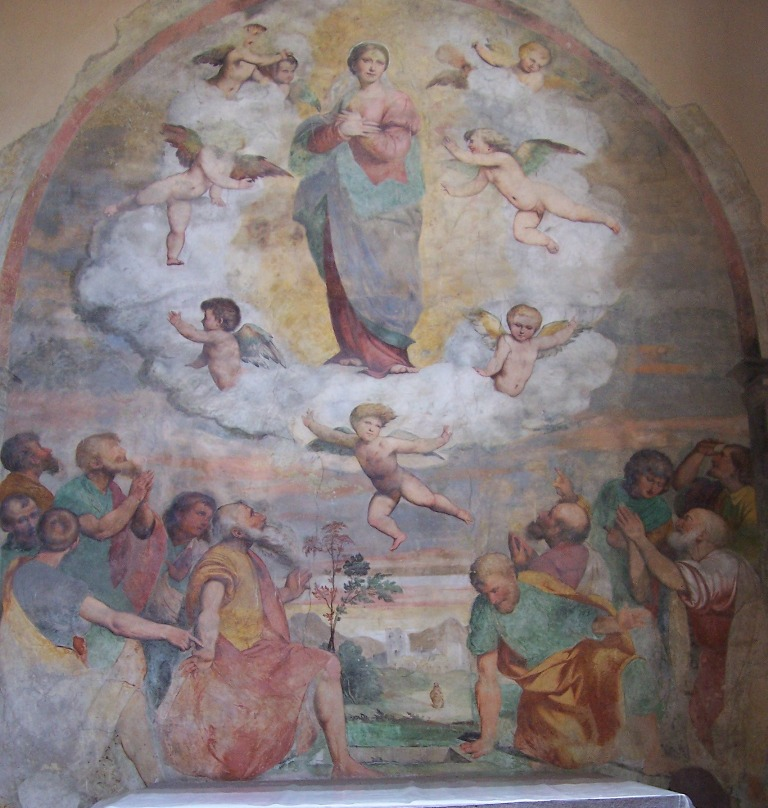
Assomption de la Vierge, Erbanno

## Sources
- Roberto Longhi cite une de ses œuvres dans son chapitre sur Questions caravagesques, les antécédents